# Auguste Delfosse
Auguste Delfosse (né à Renaix, le 28 février 1832 et mort dans la même ville le 25 mai 1899) est un peintre belge. Son champ pictural couvre les peintures religieuses, les portraits, les scènes de genre et les paysages.

## Biographie

### Formation
Auguste Adolphe Delfosse est né à Renaix le 28 février 1832. Ses parents sont Jean François Delfosse, tisserand, et Apoline Josèphe Bruneel,. Il étudie à l'Académie de Renaix, où, en 1848, il réalise des lithographies représentant des vues de la ville, son professeur est Jean-Baptiste Royers. Ensuite, de 1849 à 1854, Auguste Delfosse étudie à l'Académie royale des beaux-arts d'Anvers, où il reçoit un prix d'excellence en 1854.

### Carrière
En 1857, Auguste Delfosse obtient, grâce à sa toile La Lapidation de Saint Étienne, un second prix au Prix de Rome belge. 
De 1855 à 1882, il expose ses toiles au Salon d'Anvers, ville où il réside, et de 1868 à 1889 au Salon de Gand. En 1863, Auguste Delfosse réalise Saint Amand prêchant la foi dans les Flandres, dont il fait don à l'église Saint-Hermès de Renaix. Il marque une prédilection pour les portraits et les peintures d'histoire.
Lors du Salon d'Anvers de 1861, Auguste Delfosse expose Rencontre de Saint Dominique et de Saint François, froidement accueilli par la critique estimant que ce sujet mystique gagnerait à être exposé dans un cloître car présentant peu d'intérêt en dehors des sphères monastiques, même si les figures de moines sont bien modelées dans cette peinture sage, correcte, mais sans grand relief. Au Salon d'Anvers de 1882, il reçoit une médaille d'or pour la catégorie des portraits.

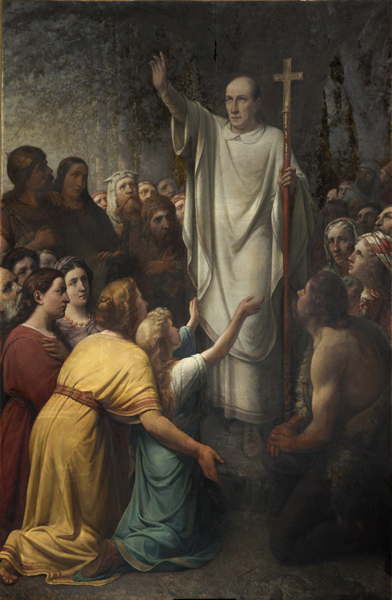
Saint Amand prêchant la foi dans les Flandres (Ronse)
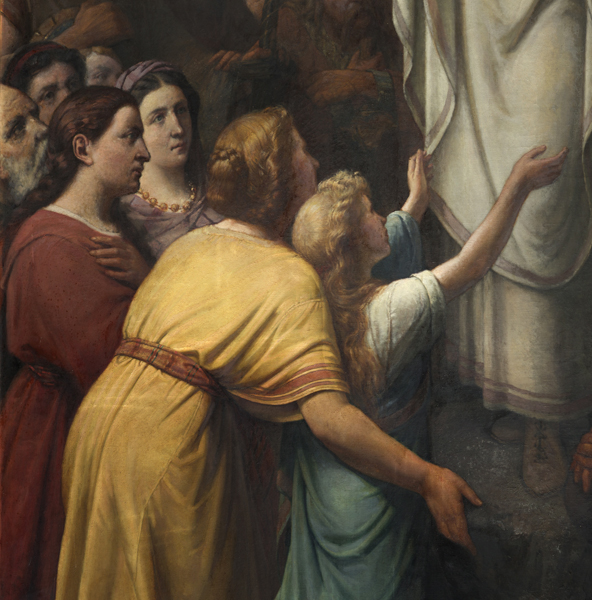
(détail)
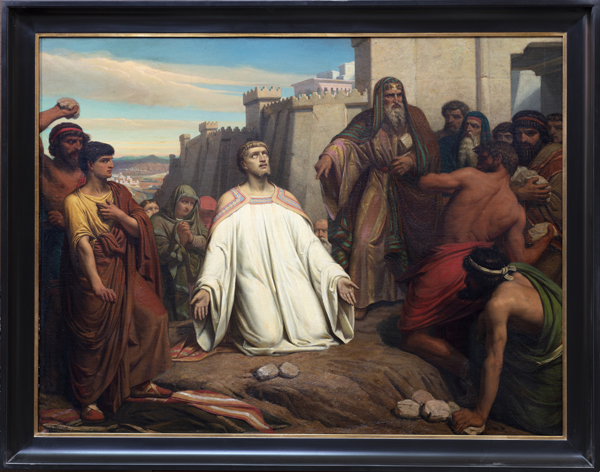
La Lapidation de saint Étienne (Ronse)
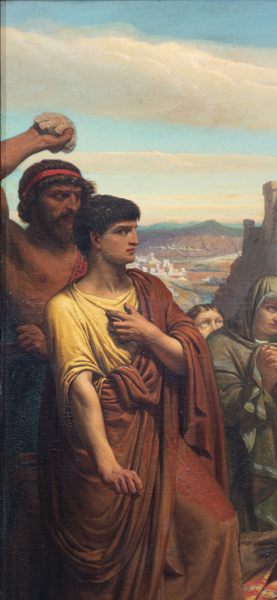
(détail)

### Dernières années
Auguste Delfosse épouse à Anvers, en 1871, Françoise Caroline Coppejans qui meurt l'année suivante. Le peintre ne se remarie pas. Il revient à Renaix, où il s'installe, en 1896, auprès de son frère et de sa sœur, et où il meurt le 25 mai 1899, à l'âge de 67 ans,.

## Œuvres

### Expositions
- Joseph tiré du puits (1855) ;
- La Lapidation de Saint Etienne, second prix de Rome belge de 1857 ;
- Le Prophète Jérémie sur les ruines de Jérusalem (1858) ;
- Les Disciples d'Emmaüs (1860) ;
- Jésus attaché sur la croix (1860) ;
- Saint Amand prêchant la foi dans les Flandres (1863) ;
- Au printemps (1868) ;
- Fin de deuil (1870).

### Ventes aux enchères
Entre 2018 et 2021, plusieurs œuvres d'Auguste Delfosse sont vendues aux enchères :
- Portrait d'homme au turban (1882) ;
- Une prise à l'entrée du bois (1891) ;
- Un paysage fluvial boisé avec des voyageurs.